# Valley of the T-Rex
Valley of the T-Rex är en amerikansk TV-dokumentär producerad av Discovery Channel 2001 (programmet har även sänts på Discovery Channel i Sverige). Programmet skildrar paleontologen Jack Horner när han med sitt forskarlag under en sommar gräver fram dinosauriefossil i Hell Creek Formation, och presenterar sin syn på dinosaurien Tyrannosaurus rex som en asätare istället för en jägare, som den ofta framställts i populärkulturen.

## Handling
Programmet visar hur Horner och hans forskarlag gräver fram flera nya dinosauriefossil som sedan transporteras till tillbaka till civilisationen. Horner redogör också skälen till att han tror att Tyrannosaurus var en utpräglad asätare, och inte kunde jaga egna byten. Horner anser att det inte finns några bevis för att Tyrannosaurus var ett rovdjur, utan att det bara är en förutfattad mening.
Horner påpekar i första hand att Tyrannosaurus hade proportionerligt små framben, och anser att de inte kunde hålla fast bytesdjur. Om Tyrannosaurus rörde sig snabbt och föll omkull, skulle frambenen inte vara tillräckliga för att dämpa fallet, och djuret skulle förmodligen slå ihjäl sig. Horner menar också att Tyrannosaurus hade små ögon och dålig syn, medan luktsinnet förefaller ha varit välutvecklat och skulle vara till stor nytta när det gällde att lukta sig till kadaver. Horner anser att Tyrannosaurus inte kunde springa, eftersom den hade längre lårben än skenben. Dinosaurier som var gjorda för att vara snabba och smidiga, såsom dromaeosaurierna, har däremot kortare lårben än skenben. Därför anser Horner att Tyrannosaurus var långsam. Horner anser också att Tyrannosaurus kraftiga käkar och tänder var specialiserade för att bita sönder skelettben på kadaver för att komma åt benmärgen.
Horner förklarar att han föreställer sig Tyrannosaurus som ett stort och tungt djur, med svart kropp och rött huvud. Han menar också att Tyrannosaurus utsöndrade en förfärlig stank. Detta eftersom han menar att den måste ha varit ful och skräckinjagande för att lättare skrämma bort andra köttätare.

## Om programmet
- När Horner gör analyser av Tyrannosaurus anatomi i programmet utgick man från fossilet MOR 555 ( "Wankel rex" ), det första skelettet efter Tyrannosaurus som inkluderade ett komplett framben.
- Datoranimationen gjordes av företaget Meteor Studios. Många av animationerna är tagna från ett av Discovery Channel's tidigare program med dinosaurier, When Dinosaurs Roamed America.

## Kritik
Valley Of The T-rex har mötts av en del kritik sedan den visades. Bland annat att Horner inte ger utrymme åt forskare som hävdar att Tyrannosaurus var en jägare, eller bevis för att den kan ha varit det. Man har påträffat skelett efter växtätande dinosaurier som uppvisar bitmärken som kan ha åsamkats av Tyrannosaurus. Eftersom bitmärkena läkt måste växtätarna ha angripits när de ännu var i livet, vilket tyder på att Tyrannosaurus jagade. Några studier tyder också på att Tyrannosaurus hade bra syn, tvärtemot än vad Horner hävdat.